# Opus Global
Opus Global (Opus Global Nyrt) ist eine ungarische Holding, die ihren Sitz in Budapest hat und in der Touristikbranche, Lebensmittelwirtschaft, Industrie, Immobiliengeschäft (incl. Vermögensverwaltung und Fondsmanagement) sowie Energieerzeugung  tätig ist. Das Unternehmen verfügt über 39 Beteiligungen. Die Aktie von Opus Global ist im ungarischen Aktienindex BUX enthalten.

## Geschichte
Im Jahr 1912 gründeten Ferenc Hutyra und János Köves die Phylaxia Szérumtermelő Részvénytársaság. Die Fabrik war die erste der Welt, die ein Gegenmittel gegen die Schweinepest herstellte. Später wurden verschiedene Medikamente gegen weitere Tierkrankheiten entwickelt. Ab 1924 begann die Firma, Impfstoffe für den menschlichen Gebrauch zu entwickeln. In den 1930er Jahren hatte sich das Unternehmen durch seine Produkte einen internationalen Ruf erworben. 1948 wurden die verschiedenen Impfstoffhersteller des Landes verstaatlicht. 1952 wurde die Herstellung von Impfstoffen für die Humanmedizin eingestellt. Seit 1981 stellte das Unternehmen hauptsächlich Veterinärimpfstoffe her.
Die Aktien von Phylaxia Pharma Részvénytársaság wurden am 22. April 1998 an der Budapester Börse gelistet. Von 1999 bis 2009 wurde ein umfangreiches Reorganisationsprogramm durchgeführt, das zur Gründung einer Holdinggesellschaft führte, die sich hauptsächlich mit der Verwaltung von Unternehmen mit unterschiedlichen Profilen befasst.
Im Jahr 2013 änderte das Unternehmen seinen Namen in Opimus Group. Im ersten Halbjahr 2017 erwarb Lőrinc Mészáros über 24 % Anteile am Unternehmen. Der Name des Unternehmens wurde in Opus Global Nyrt geändert. Das Portfolio wurde deutlich erweitert. Das Eigenkapital der Opus-Gruppe wurde im Jahr 2018 um das 18-fache erhöht.

## Tochtergesellschaften (Auswahl)
- Hunguest Hotels Zrt. (Hotelkette mit 15 Hotels, überwiegend in Ungarn)
- Balatontourist (Campingplatzbetreiber mit 6 Campingplätzen, davon 5 am Balaton)
- KALL Ingredients Kft. (Maisverarbeitungsunternehmen)
- VIRESOL Kft. (betreibt eine Weizenstärkeanlage)
- Csabatáj Mezőgazdasági Zrt. (betreibt Landwirtschaft-Anbau von Weizen, Legehennen)
- Mészáros Építőipari Holding Zrt (Vermögensverwaltung ihrer beiden Tochtergesellschaften Mészáros und Mészáros Kft. und R-KORD Építőipari Kft.)
- Mészáros és Mészáros Kft. (Bauunternehmen)
- R-Kord Építőipari Kft. (Konstruktion, Wartung, Konstruktion und Lizenzierung von Versicherungs- und Telekommunikationsausrüstung im Zusammenhang mit dem Eisenbahnbau sowie von Oberleitungen)
- Wamsler SE (Heizöfen, Koch- und Heizgeräte)
- OBRA Kft. (Immobilienwirtschaft)
- Addition OPUS Zrt. (Vermögensverwaltung)
- Takarékinfo Központi Adatfeldolgozó Zrt. (IT- und Telekommunikationsunterstützung des Bankensektors)
- TIGÁZ Földgázelosztó Zrt. (Erdgasverteilungsnetz)